# Banatski Sokolac
Banatski Sokolac (izvirno srbsko Банатски Соколац) je naselje v Srbiji, ki upravno spada pod Občino Plandište; slednja pa je del Južnobanatskega upravnega okraja.

## Demografija
V naselju živi 287 polnoletnih prebivalcev, pri čemer je njihova povprečna starost 45,0 let (43,8 pri moških in 46,1 pri ženskah). Naselje ima 143 gospodinjstev, pri čemer je povprečno število članov na gospodinjstvo 2,56.
To naselje je, glede na rezultate popisa iz leta 2002, večinoma srbsko, а у последњих шест пописа, примећен је пад у броју становника.
|  |

| Demografija | Demografija     | Demografija     |
| Leto        | Št. prebivalcev | Št. prebivalcev |
| ----------- | --------------- | --------------- |
|             |                 |                 |
|             |                 |                 |
|             |                 |                 |
|             |                 |                 |
| 1948        | 893             |                 |
| 1953        | 869             |                 |
| 1961        | 728             |                 |
| 1971        | 622             |                 |
| 1981        | 458             |                 |
| 1991        | 369             | 349             |
| 2002        | 382             | 366             |
|             |                 |                 |

| Etnična sestava po popisu iz leta 2002 | Etnična sestava po popisu iz leta 2002 | Etnična sestava po popisu iz leta 2002 | Etnična sestava po popisu iz leta 2002 | Etnična sestava po popisu iz leta 2002 |
| -------------------------------------- | -------------------------------------- | -------------------------------------- | -------------------------------------- | -------------------------------------- |
| Srbi                                   | Srbi                                   |                                        | 336                                    | 91,80%                                 |
| Jugoslovani                            | Jugoslovani                            |                                        | 12                                     | 3,27%                                  |
| Madžari                                | Madžari                                |                                        | 5                                      | 1,36%                                  |
| Slovaki                                | Slovaki                                |                                        | 3                                      | 0,81%                                  |
| Makedonci                              | Makedonci                              |                                        | 2                                      | 0,54%                                  |
| Čehi                                   | Čehi                                   |                                        | 1                                      | 0,27%                                  |
| Romuni                                 | Romuni                                 |                                        | 1                                      | 0,27%                                  |
| Neznano                                | Neznano                                |                                        | 0                                      | 0,0%                                   |